# Abdallahi Hassen Ben Hmeida
Abdallhi Hassen Ben Hmeida (Inchiri, 1954) es un político y diplomático mauritano, que fue ministro de Asuntos Exteriores y de Cooperación en el gobierno de Yahya Ould Ahmed El Waghef hasta el 1 de septiembre de 2008.
Diplomado en Radio y televisión en Egipto (1977), curso estudios de Bellas Artes y Letras en El Cairo, donde se doctoró en crítica literaria en 1985 después de haber obtenido la diplomatura en idioma persa en la Universidad de El Cairo.
Hasta 1979 trabajó para Radio Mauritania y en 1982 comenzó su carrera diplomática estando destinado durante dieciocho años como Primer Secretario en distintas embajadas de su país en el exterior. De 2000 a 2003 fue Consejero del ministro de Asuntos Exteriores, después Secretario General del Ministerio de Cultura y del de Educación para estar después dos años (2006-2008) como embajador en Libia. En julio de 2008 fue designado ministro de Asuntos Exteriores y Cooperación en el segundo gobierno de Yahya Ould Ahmed El Waghef. Continuó en su cargo tras el golpe de Estado de agosto de ese mismo año, y efectuó diversas gestiones para que la Junta Militar fuera reconocida en visitas a los países del Magreb. El 1 de septiembre de 2008 fue sustituido por Mohamed Mahmoud Ould Mohamedou.